# دانشگاه زالتسبورگ

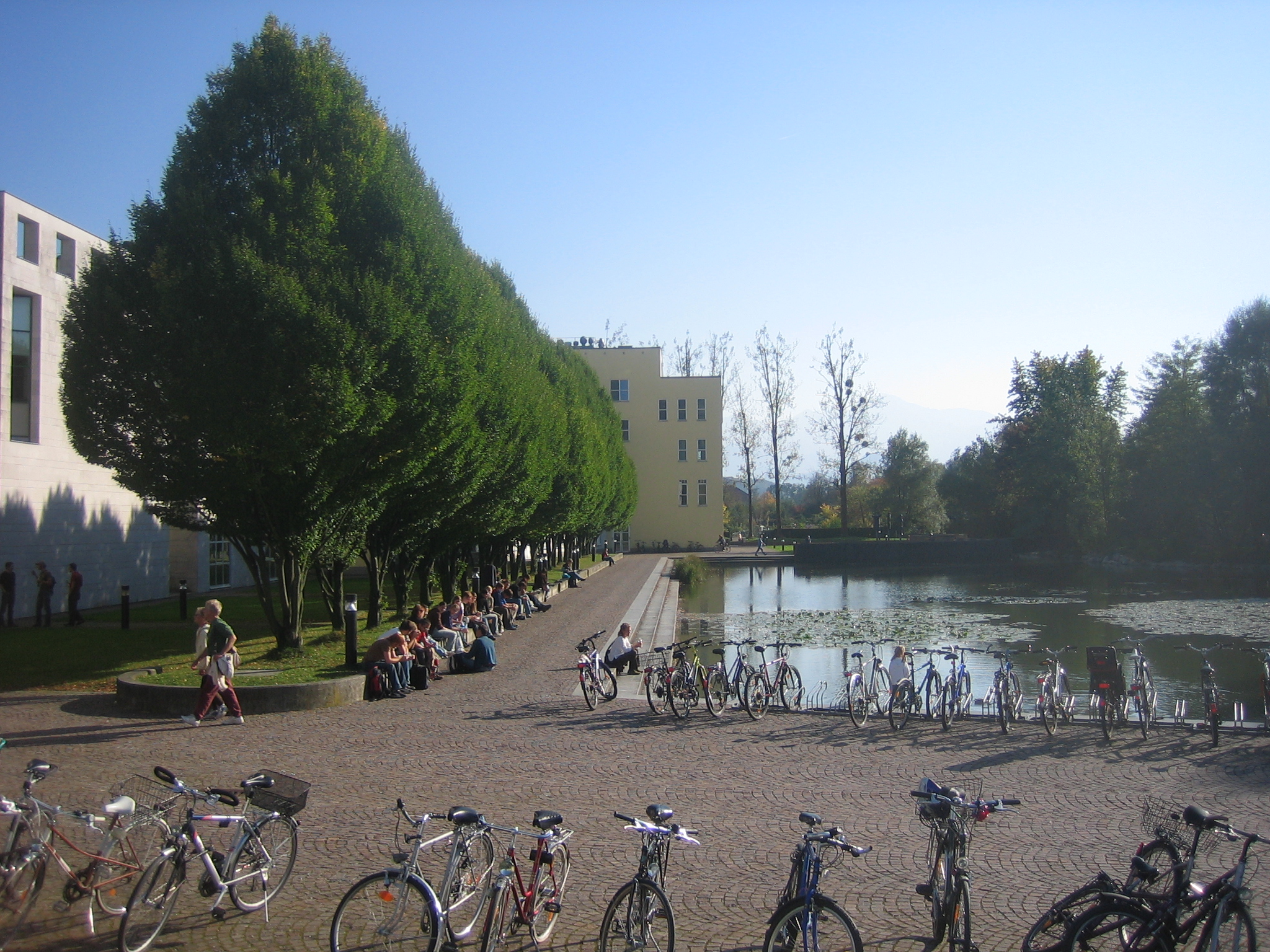
نمایی از دانشگاه زالتسبورگ اتریش

دانشگاه پاریس لوردون زالتسبورگ یا دانشگاه زالتسبورگ (به آلمانی: Universität Salzburg) یک دانشگاه تحقیقاتی دولتی در زالتسبورگ واقع در ایالت زالتسبورگ اتریش است که در سال ۱۶۲۲ میلادی بنیان‌نهاده شده‌است.
بودجه سالانه این دانشگاه ۱۱۲ میلیون یورو است.
این دانشگاه دارای چهار دانشکده می‌باشد:
- علوم انسانی
- حقوق
- علوم تجربی
- الهیات

گروه هنر این دانشگاه از معتبرترین گروه‌های آموزشی هنر در سراسر اروپا است.

## تاریخچه
این دانشگاه در سال ۱۶۲۲ میلادی توسط شاهزاده پاریس لوردون ساخته شده‌است. در آغاز، در آن تدریس الهیات، حقوق و پزشکی صورت می‌پذیرفته‌است.
در سال ۱۸۱۰ و با اشغال زالتسبورگ توسط بایرن این دانشگاه نیز تعطیل شد. در سال ۱۹۶۲ میلادی (۱۳۴۱ خورشیدی) این دانشگاه با نام جدید دانشگاه زالتسبورگ بار دیگر فعالیت خود را آغاز نمود.
هم‌اکنون این دانشگاه دارای حدود ۱۴۰۰۰ دانشجو می‌باشد.

## دانشکده‌ها
این دانشگاه دارای ۴ دانشکده می‌باشد که عبارتند از:
- دانشکده الهیات کاتولیک
- دانشکده علوم اجتماعی و فرهنگی
- دانشکده علوم طبیعی
- دانشکده حقوق

## رتبه‌بندی
در رتبه‌بندی QS در سال ۲۰۱۹ این دانشگاه در رتبه ۸۰۰–۷۰۱ دانشگاه‌های جهان قرار گرفته‌است.

## اطلاعات تکمیلی
دانشگاه پاریس لوردون در سالزبورگ ارائه دهنده مجموع ۹۱ برنامه تحصیلی است که برخی از آنها اخیراً با همکاری سایر دانشگاه‌های دیگر اجرا می‌شود.
دوره‌های کارشناسی مثل مهندسی با همکاری دانشگاه‌های صنعتی مونیخ برگزار می‌گردد یا مثلاً دانشگاه قانون و تجارت برای رشته‌های اجتماعی و اقتصادی استفاده می‌شود.
دوره‌های ارشد ترکیبی خواهد بود از انواع رشته‌های سیاسی، تاریخی و حقوق

## نگارخانه

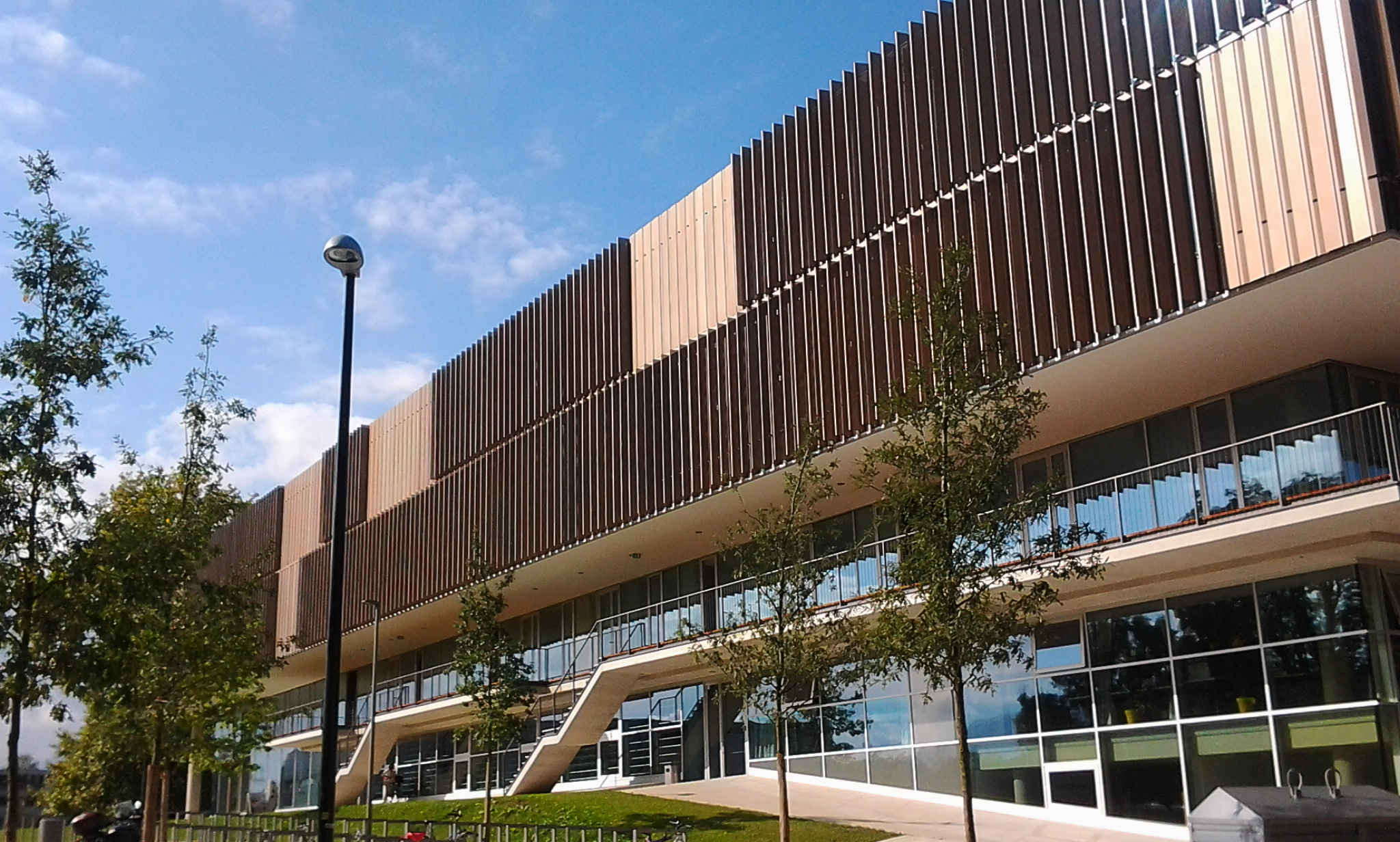
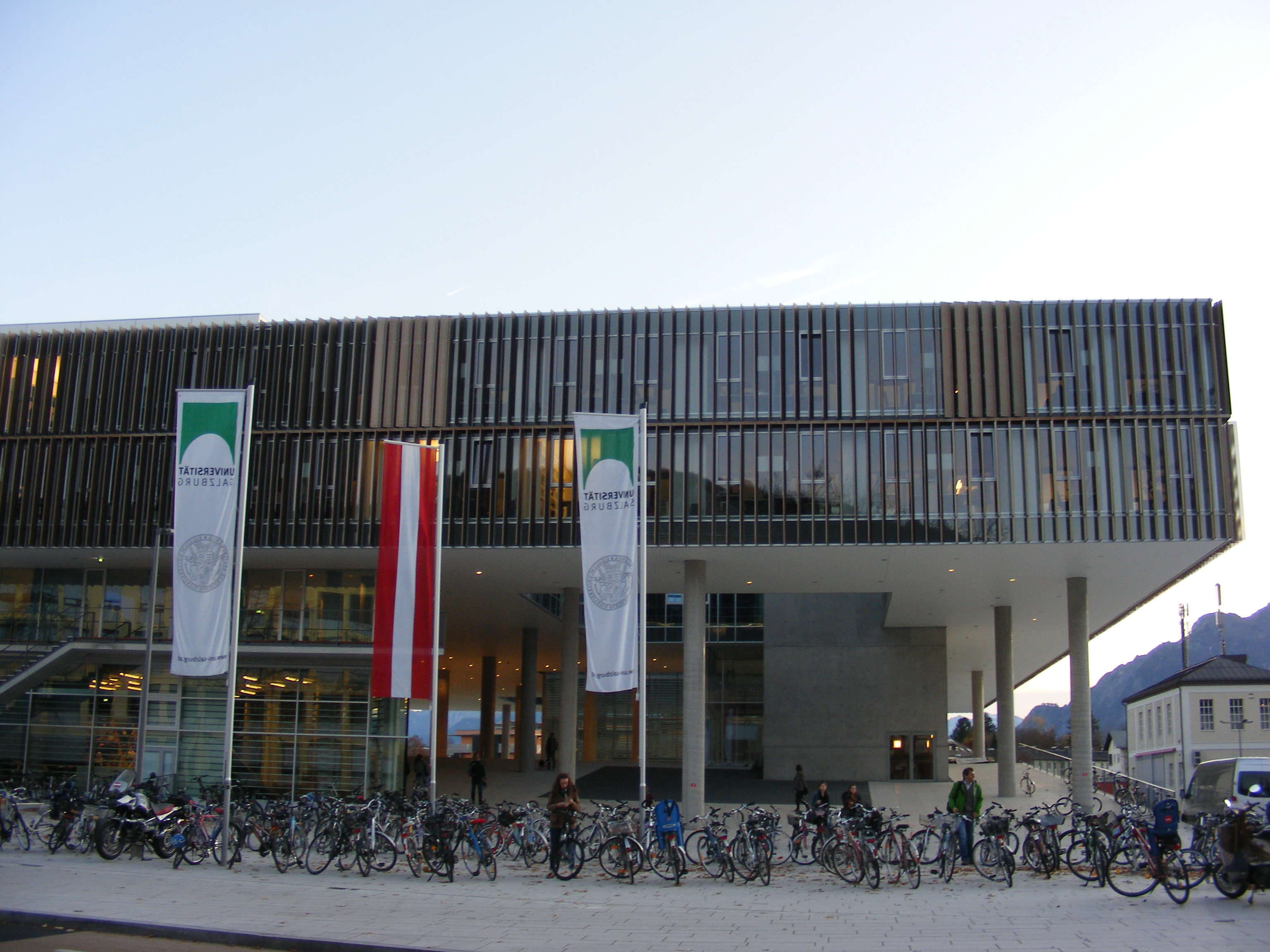
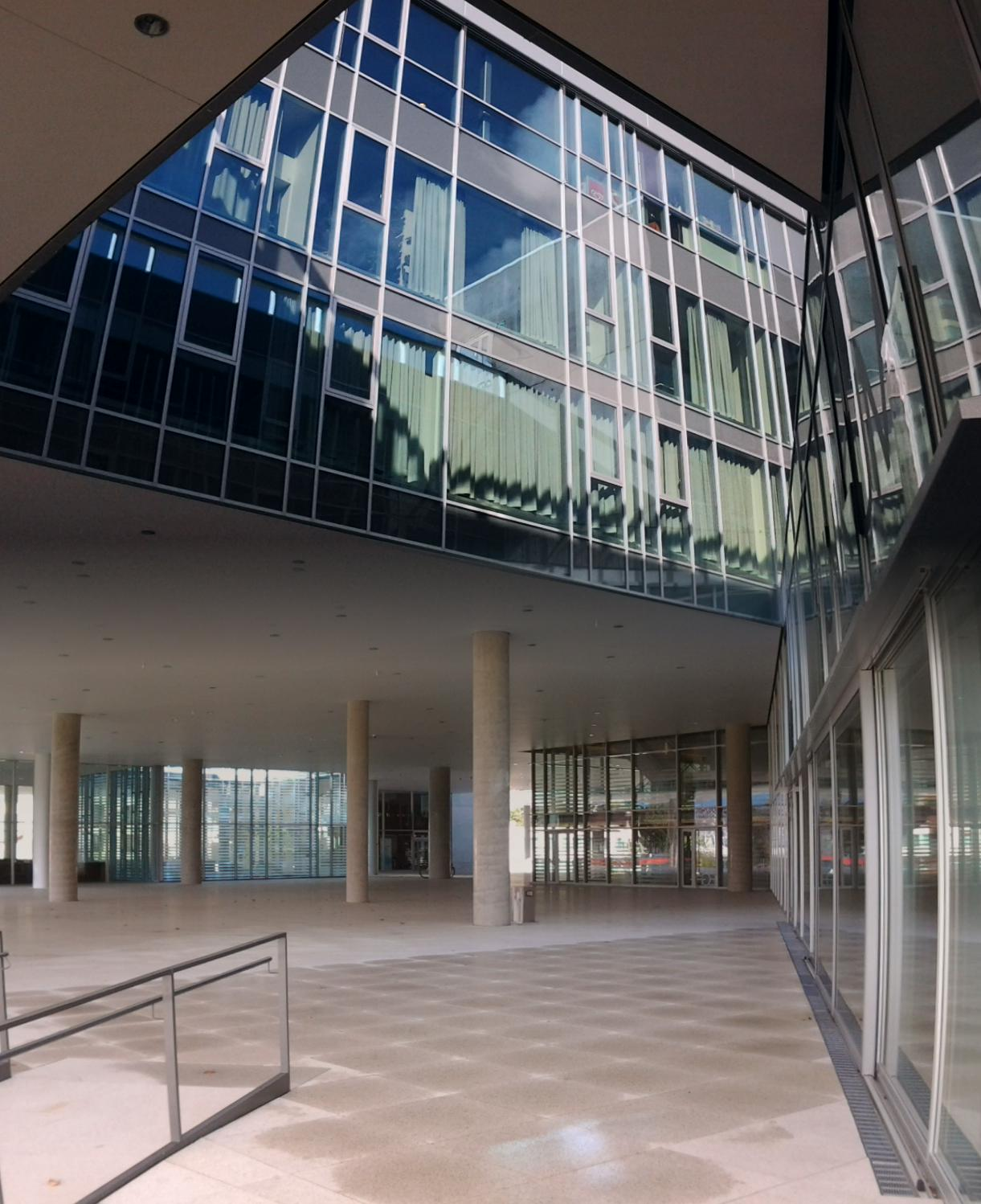
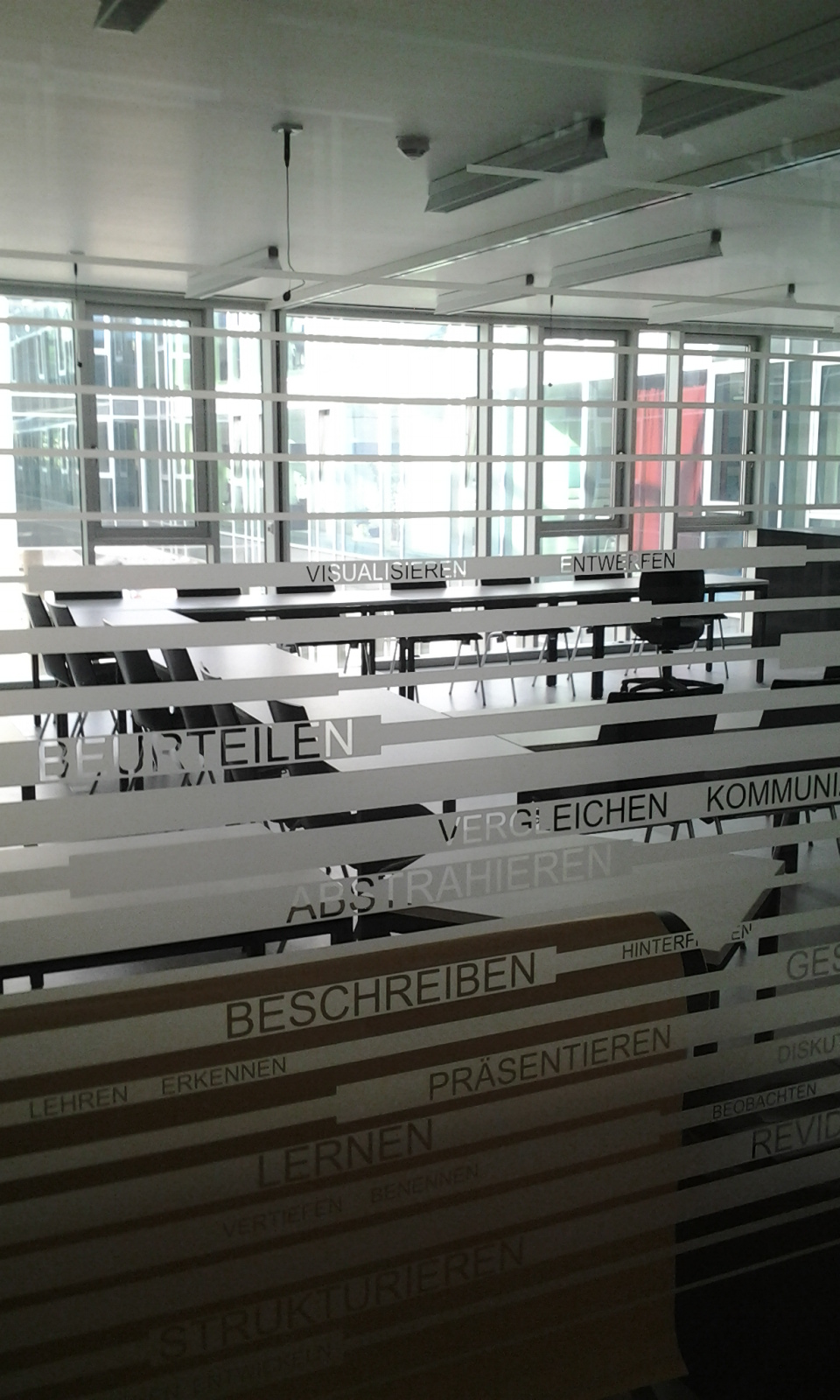